# Pedra de Lume
Pedra de Lume es una localidad caboverdiana del municipio de Sal.

## Geografía
La localidad está situada en la isla de Sal, a 5 km de Espargos, la capital de dicha isla. 

## Historia
Debe su importancia a sus salinas, explotadas desde el siglo XIX.

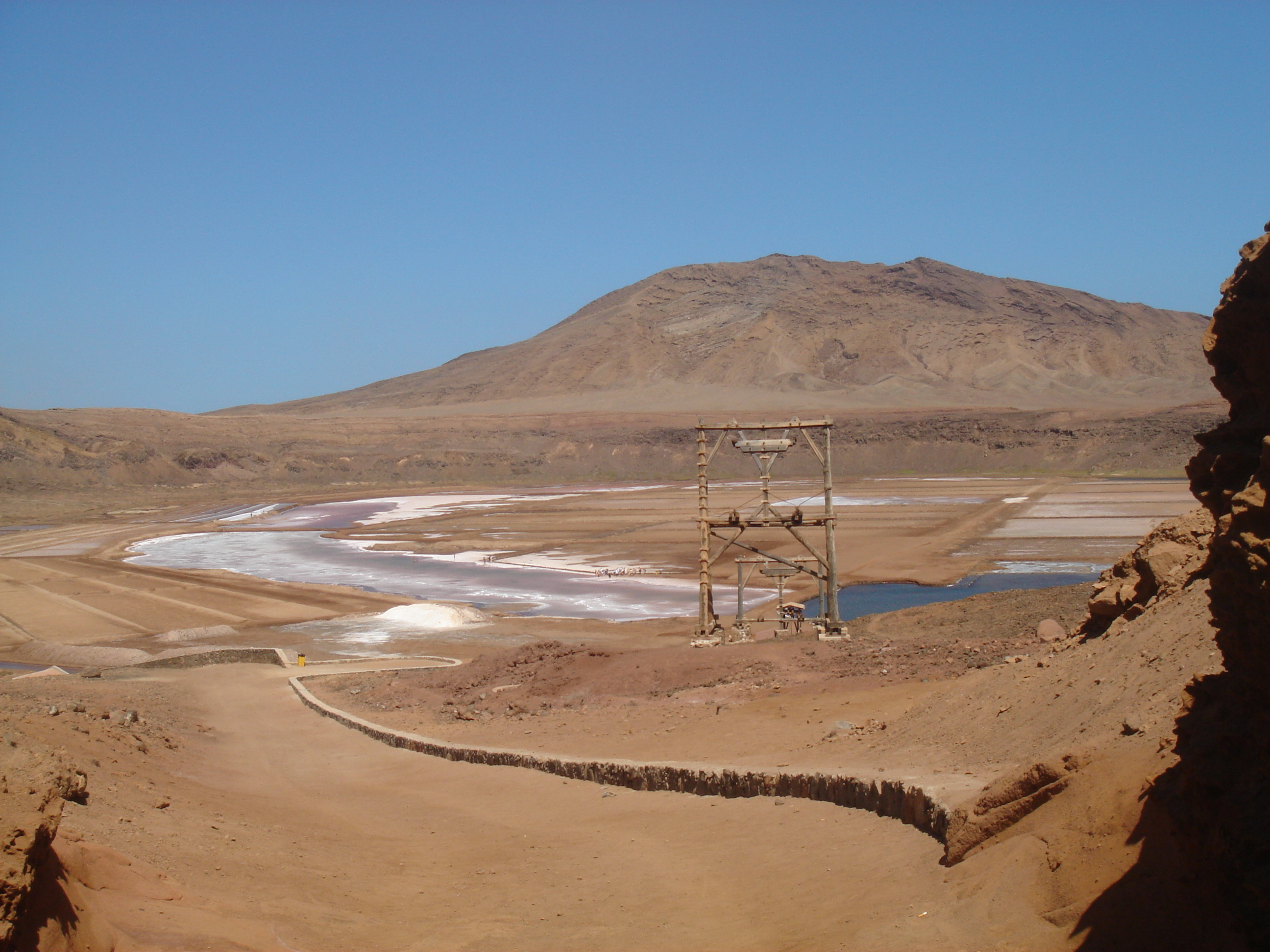
Salina de Pedra de Lume

 Las salinas de Pedra de Lume y de Cagarral forman parte de los espacios protegidos de Cabo Verde.
En 2004, Cabo Verde propuso la salina de Pedra de Lume para su declaración como sitio Patrimonio de la Humanidad de la UNESCO, estando actualmente inscrita en su lista indicativa.

## Organización territorial
La localidad abarca los lugares y barrios de:
- Ca Faru
- Feijoal
- Pedra de Lume
- Poço Verde